# Callopepla inachia
Callopepla inachia är en fjärilsart som beskrevs av William Schaus 1892. Callopepla inachia ingår i släktet Callopepla och familjen björnspinnare. Inga underarter finns listade i Catalogue of Life.